# Digital Manga
Digital Manga és una editorial de manga estatunidenca amb seu a Gardena (Califòrnia), fundada el 1995. A més de publicar manga també han publicat llibres d'art i llibres instructius d'art. També porta endavant diversos comerços electrònics (Akadot Retail, Yaoi Club i AnimeCelArt.com) i una empresa de turisme per Japó (Pop Japan Travel). Ha publicat en format digital.
Després d'uns anys col·laborant,l'editorial Broccoli Books es va separar de Digital Manga el 2002 per a focalitzar-se en manga moe. El 2010 posà en marxa el projecte de publicació basat en traductors, editors i dissenyadors gràfics aficionats i semi-aficionats Digital Manga Guild. Des del 2011 començaren a publicar manga hentai amb la col·lecció Project H Books. Entre 2011 i 2012 utilitzà la plataforma de micromecenatge Kickstarter per a finançar la publicació d'unes obres d'Osamu Tezuka. El 2016 va fer catorze campanyes de micromecenatge utilitzant Kickstarter com a mitjà.
Les seues col·leccions són: June Manga (centrada en obres yaoi en general), 801 Media (centrada en yaoi sexualment més explícit), DokiDoki (centrat en yaoi i shōjo), col·laborant amb Shinshokan.M) i Project H Books (centrada en el hentai).

## Obres publicades
A soles ha publicat:
- Moon and Bloodde Nao Yazawa
- Vampire Hunter D de Hideyuki Kikuchi i Saiko Takaki[1]
  - Baix la col·lecció Project H:
    - Love Infusion (Koi no Chūnyū!) de Renya Sabashi
    - Love Hair de Maban[4]
    - Shocking Pink! de Riosuke Yasui
    - Three P de Hiroshi Itaba
    - Embrace & Bloom de Michiyoshi Kuon[5]

Amb la col·laboració de Dark Horse Comics:
- Berserk
- Trigun
- Hellsing